# Юн Хьон-сок
Юн Хьон-сок (на корейски: 윤현석, 7 август 1984 – 26 април 2003) e южнокорейски мирен ЛГБТ активист за човешки и граждански права, поет и писател. Ползва псевдонимите Yukwudang (육우당 六友堂 – Шестима приятели), Sulheon (설헌 雪軒), Midong (미동 美童 – Красиво момче).
Самоубива се на 18-годишна възраст през 2003 г.